# Котта, Бернхард фон
Карл Бернард фон Котта (нем. Carl Bernhard von Cotta; 24 октября 1808 — 14 сентября 1879, Фрайберг) — немецкий геолог, палеоботаник, педагог, профессор (с 1842).

## Биография
Родился в Тюрингии близ Айзенаха. Его отец Генрих Котта был основателем лесной школы в Тарандте, около Дрездена (впоследствии Королевская саксонская лесная академия).
Обучался в Фрайбергской горной академии (1831) и Гейдельбергском университете, а также в лесной школе своего отца.
Вначале его привлекала ботаника, и Котта одним из первых стал использовать микроскоп для определения структуры ископаемых растений. Позже обратил внимание на геологию, занялся изучением осадочных горных пород и полезных ископаемых.
Изучал их месторождения в австрийских Альпах, Венгрии, Сербии и Румынии. А также — почвы и их влияние на географию и историю Германии.
С 1842 по 1874 занимал должность профессора геологии Фрайбергской горной академии и считался отличным педагогом.
Котта — геолог, представивший генетическую систему петрографии (1866), главные принципы, которой используются до сих пор. До Ч. Дарвина, высказал концепцию эволюции, сформулировав основной биогенетический закон уже в 1848 году. 
Исследования Котта посвящены региональной и исторической геологии, в частности региону Саксония-Тюрингия, а также проблемам металлогении. Котта занимался геологическим картографированием и закономерностями размещения месторождений полезных ископаемых.
Совместно с профессором Карлом Фридрихом Науманом между 1836 и 1847 годами опубликовал геологические карты Саксонии.
Умер во Фрайберге, Саксония.